# Finlands Flygförbund
Finlands Flygförbund (finska: Suomen Ilmailuliitto r.y., kort: SIL) är en finländsk centralorganisation för sportflyg och fritidsflyg.
Förbundet är medlem i Fédération Aéronautique Internationale och Finlands olympiska kommitté.

## Historia

### Finlands Luftvärnsförbund
Förbundet grundades år 1919 med namnet ”Finlands Luftvärnsförbund” (Suomen Ilmapuolustusliitto, kort: SIPL). De höll i två kända luftfartsutställningar: SILI I 1929 och SILI II 1938 (SILI = Suomen Ilmapuolustusliiton Ilmailunäyttely, ”Finlands Luftvärnsförbunds Utställning”.
Finlands Luftvärnsförbund, tillsammans med Finska flygklubben (Suomen Ilmailuklubi, kort: SIK), upplöstes 1944 på sovjetunionens begäran då förbundet hade varit finansierat av försvarsministeriet.

### Finlands Flygförbund
När Kontrollkommissionen förbjöd Finlands Luftvärnsförbunds verksamhet återformades verksamheten under namnet Finlands flygförbund (Suomen Ilmailuliitto, kort: SIL) på hösten 1944.
Idag har Finlands Flygförbund över 200 medlemsorganisationer och cirka 9 000 personer medlemmar. Förbundet erbjuder bland annat försäkringar åt sina medlemmar.

## Finlands Luftvärnsförbunds Internationella Luftfartsutställning (SILI)
- SILI I: Finlands Luftvärnsförbunds I Internationella Luftfartsutställning
- SILI II: Finlands Luftvärnsförbunds II Internationella Luftfartsutställning

## Internationella motsvarigheter
- Kungliga svenska aeroklubben (KSAK)